# Plagiostenopterina rificeps
Plagiostenopterina rificeps är en tvåvingeart som beskrevs av Friedrich Georg Hendel 1912. Plagiostenopterina rificeps ingår i släktet Plagiostenopterina och familjen bredmunsflugor. Inga underarter finns listade i Catalogue of Life.